# البريئون (فلم 1961)
البريئون أو ذي إنوسنتس هو فيلم رعب نفسي بريطاني أخرجه وأنتجه جاك كلايتون في عام 1961، بطولة ديبورا كير، ومايكل ريدغريف، وميغس جينكينز. يستند الفيلم إلى رواية دورة اللولب، التي كتبها الروائي الأمريكي هنري جيمس، وقد أعد وليام أرشيبالد وترومان كابوتي السيناريو، مستخدمين مسرحية أرشيبالد الخاصة- التي تحمل أيضًا اسم ذي إنوسنتس- كنص أولي. تحكي الحبكة الدرامية للفيلم حال مربية ترعى طفلين وتخشى أن تطارد الأشباح عزبتهم الكبيرة وأن يكون الأطفال ممسوسين.
استند سيناريو أرشيبالد الأصلي لفيلم ذي إنوسنتس إلى فرضية مشروعية تصوير الأحداث الخارقة للطبيعة. نتيجة لاستياءه من تناول أرشيبالد لهذه المواد، عيَّن المخرج جاك كلايتون الكاتب الأمريكي ترومان كابوتي لإعادة كتابة السيناريو. تضمنت إعادة كتابة كابوتي مواضيع نفسية، وهو ما أسفر عن عمل نهائي يقترح بدائل أخرى للحبكة الدرامية. جرى التصوير جزئيًا في موقع في القصر القوطي لحديقة شيفيلد في ساسكس، مع أخذ لقطات إضافية في استوديوهات شيبرتون في مقاطعة سري. نتيجة لتصويره بتقنية سينما سكوب، استعان مصور السينما، فريدي فرانسيس، في فيلم ذي إنوسنتس بقدر ضئيل من الإضاءة، بالإضافة إلى الاستعانة ببؤرة عميقة، لخلق جو مميز- وأحيانًا لخلق جو خانق يبعث على رهاب الأماكن المغلقة. كان الفيلم رائدًا أيضًا في استخدام الصوت الإلكتروني، والذي أنتجته دافني أورم.
حصل ذي إنوسنتس على توزيع دولي من استوديو السينما الأمريكي توينتيث سينشوري فوكس، وحصل على عرضه الأول في لندن في 24 نوفمبر 1961. صدر عرضه في الولايات المتحدة في الشهر التالي في 15 ديسمبر في مدينة لوس أنجلوس، وفي يوم عيد الميلاد في مدينة نيويورك. أدت الأسس النفسية لسيناريو الفيلم إلى كونه موضوع العديد من المقالات النقدية والعلمية، وخاصة في مجال نظرية الفيلم. من بين العديد من أعمال جيمس في ما يخص الأفلام التحويلية، تلقى فيلم ذي إنوسنتس المناقشة الأكثر أهمية. اختارته صحيفة الغارديان بوصفه واحد من بين أفضل 25 فيلم رعب أُنتج على الإطلاق.

## طاقم التمثيل
- ديبورا كير في دور الآنسة جيدينس
- مايكل ريدغريف في دور العم
- بيتر وينغارد في دور بيتر كوينت
- ميغس جينكينز في دور السيدة غروس
- مارتن ستيفنز في دور ميلز
- باميلا فرانكلين في دور فلورا
- كليتي جيسوب في دور الآنسة جيسيل
- آيلا كاميرون في دور آنا

## وصلات خارجية
- مقالات تستعمل روابط فنية بلا صلة مع ويكي بيانات